# رودريغو ألفيم
رودريغو ألفيم (بالبرتغالية: Rodrigo Alvim‏) هو لاعب كرة قدم برازيلي في مركز الدفاع، ولد في 23 نوفمبر 1983 في بورتو أليغري في البرازيل. لعب مع غريميو بورتو أليغرينزي ونادي بارانا ونادي بيلينينسش ونادي جوينفيل ونادي فلامنغو ونادي فولفسبورغ ونادي فيلا نوفا ونادي كاشياس دو سول.

## وصلات خارجية
- الموقع الرسمي
- رودريغو ألفيم على موقع قاعدة بيانات كرة القدم.إي يو (الإنجليزية)
- رودريغو ألفيم على موقع بيانات كرة القدم. دي إي (الألمانية)
- رودريغو ألفيم على موقع Soccerway.com (الإنجليزية)